# Oligembia capote
Oligembia capote är en insektsart som beskrevs av Szumik 2001. Oligembia capote ingår i släktet Oligembia och familjen Teratembiidae.
Artens utbredningsområde är Colombia. Inga underarter finns listade i Catalogue of Life.